# Juan García Sentandreu
Juan García Sentandreu (València, 1960) és un advocat i expolític valencià, fundador i president de Coalició Valenciana fins a la seua desaparició.

## Orígens
Va militar en la seua joventut en sindicat estudiantil falangista Sindicato Español Universitario (SEU) i en Falange Española de las JONS, i és expresident de la fundació Nou Valencianisme i de l'organització Grup d'Acció Valencianista, que ha sigut responsable de nombrosos actes violents des de la Transició.
Durant els anys que va emprar a acabar la carrera de dret i els seus estudis de doctorat en ciència política i dret constitucional (fins a 1987), va militar no només en el SEU sinó també al GAV, i va estar implicat al costat dels grups més representatius de l'extrema dreta en els actes d'intimidació al rector Ramón Lapiedra i als representants democràticament escollits en la Universitat de València, així com atacs a institucions com el Consell Valencià de Cultura o persones i col·lectius catalans.
El 1999, quan era líder del GAV, l'Audiència Provincial de València el va condemnar per dues faltes de maltractament i vexacions, per haver agredit, insultat i amenaçat a Pere Palés, un militant valencianista que havia abandonat les postures més radicals en defensa del secessionisme lingüístic. Segons la sentència, Juan García Sentandreu el va agredir el 9 d'octubre de 1997 i l'amenaçà de mort: "Te mataré, sé donde vives, eres un hijo de puta".

## Estela política
En 2004 va fundar el partit Coalició Valenciana, i va rebre en un principi suport de gent propera a Eduardo Zaplana, com María Consuelo Reyna (ex-directora de Las Provincias) o Jesús Sánchez Carrascosa. Aquest partit es va distingir per les seues campanyes de boicot als productes catalans i per una política xauvinista cap a tot allò relacionat amb el País Valencià i els seus polítics, a més de ser considerat com un "racista i xenòfob" per diferents sectors socials, com polítics i periodístics.
El 24 de març de 2006, Juan García Sentandreu, acompanyat per unes desenes de militants i simpatitzants del seu partit (en la seua majoria d'avançada edat), així com de membres del GAV i les Joventuts del GAV, van irrompre en la Facultat de Dret de la Universitat de València amb la intenció de celebrar una conferència per a la qual la Universitat li havia denegat el permís amb anterioritat. El degà de la facultat, Carlos Alfonso, va baixar al hall per a aclarir la situació davant la presència de la multitud, que es mostrava visiblement alterada i hostil a la seua presència. Durant la seua explicació, va ser interromput diverses vegades per Sentandreu, i finalment es va desfermar una pluja d'insults i amenaces sobre el degà i la Universitat tal, que els agents de seguretat de la institució van haver d'intervenir per a evitar que s'arribara a agredir a aquest o a qualsevol altre membre docent o de personal
En 2007 es va presentar com candidat a alcalde de la ciutat de València, on la seua mesura estrela havia de ser l'expropiació de l'edifici El Segle d'ACPV. Si bé ell es mostrava segur que el seu partit seria clau per decidir l'alcaldia, Coalició Valenciana i ell, com a cap de llista, al final obtingueren només 5.615 vots (1,35%) insuficients, de llarg, per a aconseguir representació en el consistori.
A les eleccions a les Corts Valencianes de 2011, Coalició Valenciana va patir un nou revés electoral amb Sentandreu com a cap de llista, quan va rebre 9.300 vots en les tres circumscripcions valencianes, encara menys que en les eleccions de 2007. El fracàs electoral i les despeses en propaganda de fins a 5 milions d'euros van provocar l'autodissolució del partit.
L'octubre de 2011 va tornar a ser notícia quan Levante-EMV va recollir els insults i burles que des d'una web vinculada a la seua persona es van emetre contra el poeta Salvador Iborra i la política del PSPV Loli Huesca, que havien mort recentment.

## Acusació de maltractaments
El juny de 2008 va ser detingut per la policia acusat de violència de gènere. Segons l'informe policial, la denunciant, Elena Muñoz, va denunciar que aquestos maltractaments es van donar perquè ambdós mantenien una relació extramatrimonial, i la discussió s'hauria iniciat per la seua intenció de posar fi a aquesta, a la qual cosa Juan García Sentandreu s'oposava. Segons els va comentar, no era la primera vegada que s'havia produït una agressió d'aquest tipus, perquè ja a l'abril Sentandreu havia envestit el cotxe d'Elena Muñoz amb el seu a causa d'una discussió entre els dos. En el moment de ser detingut, Sentandreu va amenaçar a Muñoz dient-li "Ahora te has buscado la ruina".
Posteriorment, Sentandreu passaria a disposició judicial en els jutjats de violència sobre la dona, acusat de maltractament. Davant el jutge ambdós van negar el contingut de l'atestat policial, i van negar mantenir cap relació afectiva, i van atribuir la discussió a qüestions internes del partit Coalició Valenciana. El mateix partit va emetre l'endemà un comunicat donant suport a aquesta última versió. Elena Muñoz Carpí havia estat, a més, la seua "número dos" en les llistes de Coalició Valenciana a les eleccions generals de 2008, i fallera major de València el 1996.
Finalment el Jutjat de Violència sobre la Dona número dos de València que obrí diligències d'instrucció contra Sentandreu, a la vista de les declaracions d'ambdós i de l'informe del metge forense, va deixar en llibertat i sense càrrecs a Sentandreu. En l'auto, el Jutjat d'Instrucció número 5 de València acorda el "sobreseïment lliure de la causa" per "no ser els fets constitutius d'infracció penal". Prèviament, l'any 1999 ja havia estat condemnat per dos faltes (una de maltractaments i altra de vexacions), per haver agredit, amenaçat i insultat a l'aleshores militant del sector nacionalista d'Unió Valenciana Pere Palés.

## Conseqüències de la política de secessionisme lingüístic de Sentandreu
Representant del secessionisme lingüístic més radical, García Sentandreu ha estat, paradoxalment una de les personalitats que més ha fet pel reconeixement de la unitat lingüística del valencià i el català. Gràcies al seu esforç -des d'Alternativa Universitaria, una de les organitzacions estudiantils més dretanes- a impedir que la Universitat de València reconeguera la unitat de la llengua en els seus estatuts, el Tribunal Constitucional finalment va donar la raó a l'autoritat universitària el 1997 i va establir una jurisprudència que ara és utilitzada com a suport legal pel Govern d'Espanya per justificar en el memoràndum dirigit a la Unió Europea la unitat d'una llengua que al País Valencià es denomina valencià i a Catalunya i Balears, català.
La sentència del Tribunal Constitucional va ser protestada amb una gran manifestació el 13 de juny de 1997 per carrers de València per part de sectors conservadors i secessionistes. A la pràctica, va ser una espècie de cant del cigne. Després d'allò, el PP dirigit per Eduardo Zaplana va emprendre la línia de creació de l'Acadèmia Valenciana de la Llengua per a treure la polèmica lingüística de l'agenda política. En aquella manifestació aquest advocat valencià va participar com a dirigent del Grup d'Acció Valencianista (GAV), una entitat radical l'activitat de la qual, sovint violenta, va deixar un trist record en la transició i en els anys posteriors i a la qual va arribar procedent de sectors de la ultradreta universitària.
Només un any després de la multitudinària manifestació del 1997, el Consell Valencià de Cultura emetria el conegut dictamen que donaria peu a la creació de l'Acadèmia Valenciana de la Llengua en què es reconeix la pertinença del valencià i el català a un mateix sistema lingüístic. Tot això enmig d'un tens procés en què García Sentandreu no va tenir cap inconvenient a acudir amb diverses desenes de persones a llançar ous i tomaques als membres del CVC que intentaven acordar el dictamen sobre el valencià